# Ctenus calcaratus
Ctenus calcaratus este o specie de păianjeni din genul Ctenus, familia Ctenidae, descrisă de F. O. P.-cambridge, 1900.
Este endemică în Guatemala. Conform Catalogue of Life specia Ctenus calcaratus nu are subspecii cunoscute.